# Ким Сын Ок
Ким Сын Ок (кор. 김승옥; род. 23 декабря 1941, Осака, Япония) — южнокорейский писатель и сценарист.

## Биография
Родился в Осаке, Япония. После войны родители увезли его в Корею. Вырос в Сынчхоне в Чолла-Намдо, где окончил школу. В 1960 году изучал французскую литературу в Сеульском национальном университете, когда факультет и сам университет были в центре интеллектуального несогласия Сеула. Учась в университете, Ким работал художником-карикатуристом в сеульской газете и там же опубликовал свой первый рассказ «Практика для жизни», написанный им в 19 лет. В 1962 году основал литературный журнал Век прозы и опубликовал в нём некоторые из своих работ. Его успешность длилась до 25 лет. Лучшая его работа «Сеул, Зима, 1964» смогла вобрать в себя выкристаллизованное чувство потери и бессмысленности, связанное с эпохой корейской индустриализации и нигилизма. В 1967 его произведение «Путешествие в Муджин» стало сценарием фильма «Туман». Ким Сын Ок и режиссёр Ким Су Ён завоевали приз за Лучшую режиссуру на 14 Азиатско-Тихоокеанском Кинофестивале.